# آشیانه (فیلم ۱۹۷۷)
آشیانه (به انگلیسی: The Nest) فیلمی هندی محصول سال ۱۹۷۷ و به کارگردانی گلزار است. در این فیلم بازیگرانی همچون آمل پالکار، زارینا وهاب، شریرام لاگو، سادو مهر و جلال آقا ایفای نقش کرده‌اند.